# Torre de Bonifaz (Lomana)
La Torre de Bonifaz es una casa fortificada levantada en el siglo XV por Alonso de Bonifaz, situada en la localidad de Lomana, ayuntamiento de Valle de Tobalina (provincia de Burgos, España).

## Situación
La torre de los Bonifaz se alza al norte del caserío de Lomana y dominando el valle del Ebro.

## Historia
Fortaleza rectangular con cubos circulares en las esquinas levantada en el siglo XV por Alonso de Bonifaz, descendiente de Ramón Bonifaz, famoso almirante de Fernando III.  Se trata de uno de los mejores exponentes de arquitectura fortificada que existen en el Valle de Tobalina.

## Descripción

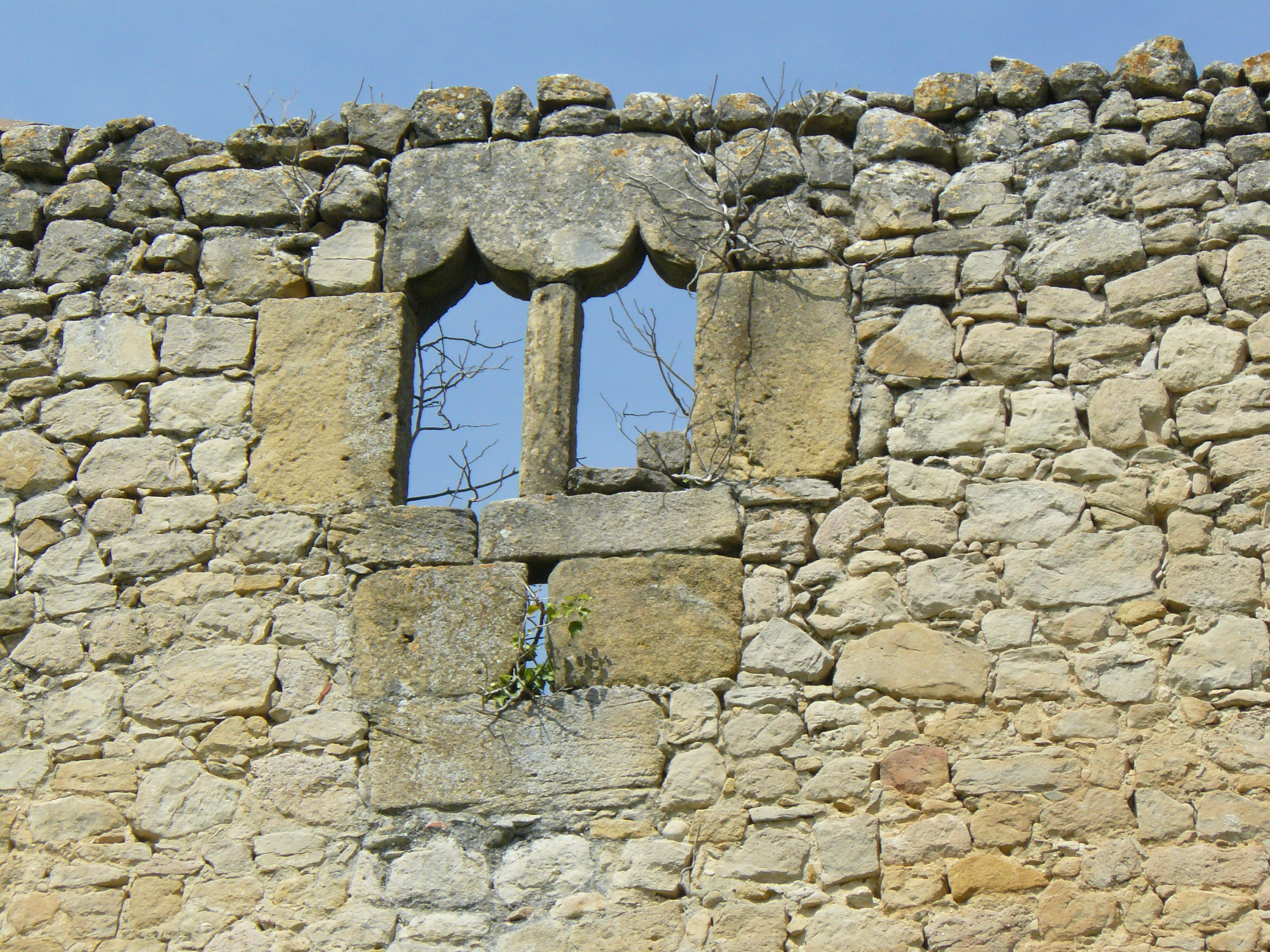
Ventana de la torre.

Torre de planta rectangular de planta baja y tres pisos con pequeños cubos redondos.  Sus muros presentan un espesor de poco más de un metro y medio y fueron levantados, excepto de los vanos labrados, con mampostería.  Conserva un interesante balcón amatancado o ladronera, sobre la puerta de entrada, y un variado conjunto de ventanas ajimezadas, en las que se pueden distinguir arcos trebolados, conopiales, carpaneles y flamígeros.  Ha perdido las almenas.

## Estado actual
Sin techumbre ni pisos, invadida por la vegetación, deteriorada la parte superior y con desprendimientos.